# Augustenborg (Malmö)
Augustenborg is een deelgebied (Delområde) in het stadsdeel Fosie van de Zweedse stad Malmö. De wijk telt 3.581 inwoners en heeft een oppervlakte van 0,33 km².
In 1948 werd er in de wijk begonnen met het bouwen van de woningen. In 1952 telde de wijk 5.600 inwoners, die verdeeld waren over ongeveer 1.800 woningen.